# Radanfah Abu Bakr
Radanfah Abu Bakr (ur. 12 lutego 1987 w Port-of-Spain) – trynidadzki piłkarz grający na pozycji środkowego obrońcy. Od 2016 jest zawodnikiem klubu JK Sillamäe Kalev.

## Kariera klubowa
Swoją karierę piłkarską Abu Bakr rozpoczął w Queen’s Royal College. W 2005 roku został zawodnikiem klubu Caledonia AIA. W 2006 roku zadebiutował w jego barwach w TT Pro League. W sezonie 2008 wywalczył z nim tytuł mistrza Trynidadu i Tobago. W 2009 roku odszedł do walijskiego Swansea City. Nie zadebiutował jednak w jego barwach w Football League Championship. W 2010 roku został zawodnikiem Joe Public FC, w którym spędził rok. Jesienią 2011 występował w belgijskim trzecioligowcu ROC Charleroi-Marchienne. Na początku 2012 roku wrócił do Caledonia AIA. W 2012 i 2013 roku zdobył z nim Puchar Trynidadu i Tobago. W sezonie 2012/2013 wywalczył też wicemistrzostwo kraju.
W 2013 roku Abu Bakr przeszedł do kazachskiego zespołu Wostok Ust-Kamienogorsk. Zadebiutował w nim 9 marca 2013 w przegranym 0:1 domowym meczu z FK Aktöbe. W Wostoku grał przez rok.
W 2014 roku Abu Bakr został zawodnikiem litewskiego klubu Kruoja Pokroje. 9 marca 2014 zadebiutował w nim w wygranym 2:1 wyjazdowym meczu z zespołem Ekranasem Poniewież. W sezonie 2014 wywalczył z Kruoją wicemistrzostwo Litwy.
Na początku 2015 roku Abu Bakr odszedł do duńskiego klubu HB Køge. W 1. division swój debiut zaliczył 15 marca 2015 w zremisowanym 0:0 domowym meczu z FC Fredericia. W Køge grał do końca sezonu 2015/2016.
W 2016 roku Abu Bakr przeszedł do estońskiego klubu JK Sillamäe Kalev.
| Sezon   | Klub                     | Kraj              | Rozgrywki     | Mecze | Gole |
| ------- | ------------------------ | ----------------- | ------------- | ----- | ---- |
| 2006    | Caledonia AIA            | Trynidad i Tobago | TT Pro League | ?     | ?    |
| 2007    | Caledonia AIA            | Trynidad i Tobago | TT Pro League | ?     | ?    |
| 2008    | Caledonia AIA            | Trynidad i Tobago | TT Pro League | ?     | ?    |
| 2009    | Caledonia AIA            | Trynidad i Tobago | TT Pro League | ?     | ?    |
| 2009/10 | Swansea City             | Anglia            | Championship  | 0     | 0    |
| 2010/11 | Joe Public FC            | Trynidad i Tobago | TT Pro League | 3     | 0    |
| 2011/12 | ROC Charleroi-Marchienne | Belgia            | Derde klasse  | 4     | 0    |
| 2011/12 | Caledonia AIA            | Trynidad i Tobago | TT Pro League | ?     | ?    |
| 2012/13 | Caledonia AIA            | Trynidad i Tobago | TT Pro League | ?     | ?    |
| 2013    | Wostok Ust-Kamienogorsk  | Kazachstan        | Priemjer-Liga | 28    | 1    |
| 2014    | Kruoja Pokroje           | Litwa             | A lyga        | 23    | 2    |
| 2014/15 | HB Køge                  | Dania             | 1. division   | 8     | 1    |
| 2015/16 | HB Køge                  | Dania             | 1. division   | 11    | 0    |
| 2016    | JK Sillamäe Kalev        | Estonia           | Meistriliiga  |       |      |

## Kariera reprezentacyjna
W reprezentacji Trynidadu i Tobago Abu Bakr zadebiutował 30 lipca 2008 roku w wygranym 2:0 towarzyskim meczu z Haiti. W 2013 roku został powołany do kadry na Złoty Puchar CONCACAF 2013. Na tym turnieju zagrał w dwóch meczach: grupowym z Hondurasem (2:0) i ćwierćfinałowym z Meksykiem (0:1). Z kolei w 2015 roku wystąpił w trzech meczach Złotego Pucharu CONCACAF 2015: z Gwatemalą (3:1), z Kubą (2:0) i ćwierćfinale z Panamą (1:1, k. 5:6)